# Щавно (Любуське воєводство)
Щавно (пол. Szczawno, нім. Tschausdorf or Schausdorf) — село в Польщі, у гміні Домбе Кросненського повіту Любуського воєводства.
Населення — 572 особи (2011).
У 1975-1998 роках село належало до Зеленогурського воєводства.

## Демографія
Демографічна структура станом на 31 березня 2011 року:
|          | Загалом | Допрацездатний вік | Працездатний вік | Постпрацездатний вік |
| -------- | ------- | ------------------ | ---------------- | -------------------- |
| Чоловіки | 340     | 58                 | 231              | 51                   |
| Жінки    | 232     | 56                 | 127              | 49                   |
| Разом    | 572     | 114                | 358              | 100                  |